# Saison 2012-2013 de la LNAH
Saison précédente Saison suivante
La saison 2012-2013 est la dix-septième saison de la Ligue nord-américaine de hockey (souvent désignée par le sigle LNAH), ligue de hockey sur glace du Québec et de l’Ontario. Chacune des sept équipes joue quarante parties en saison régulière, dans l’objectif de remporter la Coupe Canam. Pour une première fois, une équipe est localisée à l’extérieur de la province de Québec, alors que les Riverkings de Cornwall font leur entrée dans la ligue. La saison régulière débute le 18 octobre 2012 et se termine le 23 mars 2013.

## Changements
- Le Wild de Windsor est vendu, puis déménage et devient les Riverkings de Cornwall[1].

## Numéros retirés
- Le 9 février 2013, en recevant l'Isothermic de Thetford Mines, les 3L de Rivière-du-Loup retirent le numéro 17 de Jean-François Béliveau[2].
- Le 17 février 2013, en recevant les 3L de Rivière-du-Loup, l'Isothermic de Thetford Mines retire le numéro 11 d'André Martineau[3].

## Faits marquants
- Le 23 décembre 2012, Dominic Chiasson du HC Carvena de Sorel-Tracy devient le sixième joueur de l’histoire de la ligue à obtenir 600 points en carrière[4].
- Le 30 décembre 2012, Kévin Cloutier du Cool FM 103,5 de Saint-Georges devient le deuxième joueur de l’histoire de la ligue à obtenir 700 points en carrière[5].
- Le 20 janvier 2013, Yannick Tremblay des Marquis de Jonquière devient le septième joueur de l’histoire de la ligue à obtenir 600 points en carrière[6].
- Le 15 mars 2013, Simon Laliberté des Marquis de Jonquière devient le huitième joueur de l’histoire de la ligue à obtenir 600 points en carrière[7].

## Saison régulière

### Classement des équipes
| Clt   | Équipe                          | PJ | V  | D  | DP | DF | BP  | BC  | Pts |
| ----- | ------------------------------- | -- | -- | -- | -- | -- | --- | --- | --- |
| +001, | Marquis de Jonquière            | 40 | 27 | 11 | 1  | 1  | 167 | 135 | 56  |
| +002, | Isothermic de Thetford Mines    | 40 | 24 | 11 | 4  | 1  | 170 | 140 | 53  |
| +003, | Riverkings de Cornwall          | 40 | 20 | 17 | 1  | 2  | 156 | 176 | 43  |
| +004, | 3L de Rivière-du-Loup           | 40 | 18 | 15 | 3  | 4  | 165 | 169 | 43  |
| +005, | HC Carvena de Sorel-Tracy       | 40 | 18 | 15 | 4  | 3  | 161 | 169 | 43  |
| +006, | Cool FM 103,5 de Saint-Georges  | 40 | 18 | 19 | 1  | 2  | 160 | 156 | 38  |
| +007, | Caron et Guay de Trois-Rivières | 40 | 15 | 22 | 2  | 1  | 129 | 163 | 33  |

- Équipe championne de la saison régulière

### Meilleurs joueurs de la saison régulière

#### Classement des pointeurs
| Joueur               | Équipe        | PJ | B  | A  | Pts | +/- | Pun |
| -------------------- | ------------- | -- | -- | -- | --- | --- | --- |
| Kévin Cloutier       | Cool FM 103,5 | 39 | 25 | 43 | 68  | +6  | 64  |
| Grégory Dupré        | HC Carvena    | 40 | 32 | 35 | 67  | +16 | 24  |
| Francis Charette     | Marquis       | 30 | 28 | 29 | 57  | +22 | 42  |
| Jean-Philippe Paré   | Cool FM 103,5 | 36 | 16 | 38 | 54  | +3  | 12  |
| Chad Lacasse         | 3L            | 40 | 27 | 27 | 54  | +9  | 10  |
| Simon Laliberté      | Marquis       | 37 | 18 | 35 | 53  | +12 | 24  |
| Sylvain Deschâtelets | 3L            | 37 | 15 | 37 | 52  | -2  | 46  |
| Dominic Leveillé     | Marquis       | 40 | 15 | 35 | 50  | +12 | 20  |
| Denis Hamel          | Marquis       | 34 | 26 | 21 | 47  | +8  | 6   |
| Dany Roussin         | Cool FM 103,5 | 40 | 24 | 23 | 47  | +7  | 19  |

#### Classement des gardiens de but
| Gardien               | Équipe        | PJ | Min       | V  | D  | DP | BC  | BL | %Arr   | Moy  |
| --------------------- | ------------- | -- | --------- | -- | -- | -- | --- | -- | ------ | ---- |
| Karel St-Laurent (en) | Marquis       | 17 | 978 h 12  | 11 | 3  | 1  | 51  | 0  | 89,7 % | 3,13 |
| Antoine Tardif        | Isothermic    | 15 | 833 h 32  | 8  | 3  | 2  | 46  | 2  | 90,9 % | 3,31 |
| Kevin Desfossés (en)  | Isothermic    | 28 | 1599 h 0  | 16 | 8  | 3  | 90  | 0  | 89,7 % | 3,38 |
| Jeremy Duchesne       | Cool FM 103,5 | 35 | 2059 h 24 | 17 | 14 | 3  | 118 | 0  | 89,8 % | 3,44 |
| Francis Gourdeau      | HC Carvena    | 24 | 1376 h 55 | 12 | 9  | 3  | 83  | 1  | 89,1 % | 3,62 |

### Match des étoiles
Le match des étoiles de la LNAH s'est déroulé le 6 décembre au Centre Mario-Gosselin de Thetford-Mines, domicile de l’Isothermic. À l'occasion de ce match, les Étoiles de la LNAH affronte l'équipe de l’Isothermic de Thetford Mines. Les Étoiles de la LNAH l'emportent par la marque de 12-9. Francis Charette pour l’équipe d’Étoiles et Robert Guillet pour l’Isothermic remportent les titres de joueurs du match.
Les équipes commençant le match étaient composées de Loïc Lacasse, Sasha Pokulok, Simon Laliberté, Bruno St-Jacques, Kévin Cloutier et Francis Charette pour la LNAH et Kevin Desfossés,  Simon Courcelles, Patrice Bilodeau, Robert Guillet, Guillaume Létourneau et Sébastien Courcelles pour Thetford-Mines.
| Étoiles de la LNAH | Étoiles de la LNAH   | Étoiles de la LNAH | Étoiles de la LNAH             | Isothermic de Thetford Mines | Isothermic de Thetford Mines | Isothermic de Thetford Mines |
| no                 | Nom                  | Position           | Équipe                         | no                           | Nom                          | Position                     |
| ------------------ | -------------------- | ------------------ | ------------------------------ | ---------------------------- | ---------------------------- | ---------------------------- |
| 30                 | Loïc Lacasse         | G                  | Riverkings de Cornwall         | 29                           | Antoine Tardif               | G                            |
| 30                 | Louis Ménard         | G                  | 3L de Rivière-du-Loup          | 31                           | Kevin Desfossés              | G                            |
| 4                  | Sasha Pokulok        | D                  | Riverkings de Cornwall         | 5                            | Hugo Lévesque                | D                            |
| 8                  | Christian Deschênes  | C                  | HC Carvena de Sorel-Tracy      | 9                            | Jérôme Bergeron              | C                            |
| 9                  | Éric Doucet          | C                  | HC Carvena de Sorel-Tracy      | 10                           | Simon Courcelles             | C                            |
| 9                  | Simon Laliberté      | C                  | Marquis de Jonquière           | 12                           | Yannick Landry               | C                            |
| 10                 | Michael Novosad      | D                  | Cool FM 103,5 de Saint-Georges | 14                           | Karl Gagné                   | C                            |
| 15                 | Dany Roussin         | AG                 | Cool FM 103,5 de Saint-Georges | 16                           | Andrzej Sandrzyk             | AD                           |
| 15                 | Chad Lacasse         | AG                 | 3L de Rivière-du-Loup          | 19                           | François Groleau             | D                            |
| 16                 | Maxime Tanguay       | C                  | 3L de Rivière-du-Loup          | 20                           | Jean-Charles Charette        | A                            |
| 17                 | Nicolas Corbeil      | C                  | Riverkings de Cornwall         | 24                           | Éric Lecompte                | AG                           |
| 19                 | Francis Trudel       | D                  | 3L de Rivière-du-Loup          | 27                           | Patrice Bilodeau - Adj       | D                            |
| 21                 | Grégory Dupré        | C                  | HC Carvena de Sorel-Tracy      | 41                           | Robert Guillet - Adj         | AD                           |
| 22                 | Bruno St-Jacques     | D                  | Marquis de Jonquière           | 45                           | Guillaume Létourneau         | D                            |
| 25                 | Jonathan Paiement    | D                  | Marquis de Jonquière           | 47                           | Matthew Medley - C           | D                            |
| 41                 | Kévin Cloutier       | C                  | Cool FM 103,5 de Saint-Georges | 49                           | Sébastien Courcelles - Adj   | C                            |
| 72                 | Francis Charette     | AG                 | Marquis de Jonquière           | 51                           | Gabriel Lemieux              | D                            |
| 79                 | Benjamin Lecomte     | D                  | HC Carvena de Sorel-Tracy      | 54                           | Olivier Proulx               | C                            |
| 94                 | Sylvain Deschâtelets | C                  | 3L de Rivière-du-Loup          | 55                           | Guillaume Rousseau           | D                            |
|                    |                      |                    |                                | 71                           | Félix Lefrançois             | C                            |

| 6 décembre 2012 | LNAH | 12-9 (2-1, 5-2, 5-6) | Thetford-Mines | Centre Mario-Gosselin |

| Feuille de match                          | Feuille de match | Feuille de match                                                                            | Feuille de match | Feuille de match                                                         |
| ----------------------------------------- | --- | ------------------------------------------------------------------------------------------- | --- | ------------------------------------------------------------------------ |
|                                           | Dupré (Roussin, Tanguay) - 15 min 21 s Charette, (Pokulok) - 19 min 49 s Tanguay (Dupré, Paiement) - 21 min 48 s Trudel (Deschênes, L. Lacasse) - 27 min 35 s Corbeil (Cloutier, St-Jacques) - 30 min 42 s Charette (Cloutier, Laliberté) - 37 min 23 s Deschênes (Novosad,Doucet) - 39 min 59 s Charette (Cloutier) - 40 min 23 s Corbeil (Trudel, Cloutier) - 44 min 11 s Dupré (Charette, Laliberté) - 44 min 49 s Pokulok (Rousin, Tanguay) - 52 min 36 s Doucet (Trudel, C. Lacasse) - 53 min 50 s | 0-1 1-1 2-1 3-1 3-2 4-2 5-2 5-3 6-3 7-3 8-3 8-4 9-4 10-4 10-5 11-5 12-5 12-6 12-7 12-8 12-9 | 11 min 14 s - Proulx (Sandrzyk, Landry) 25 min 46 s - Landry (Bergeron) 36 min 17 s - Guillet (Groleau, Sim. Courcelles) 41 min 30 s - Guillet (Sim. Courcelles, Charette) 51 min 22 s - Lefrançois (Charette, Létourneau) 54 min 47 s - Sandrzyk (Landry, Proulx) 55 min 20 s - Lecompte (Gagné, Bilodeau) 59 min 33 s - Guillet (Groleau, Séb. Courcelles) 59 min 47 s - Proulx (Landry, Sandrzyk) | Arbitrage : Jim Chandik Luc Durand René Labrecque JL Stéphane Chagnon JL |
| Loïc Lacasse Louis Ménard (à 30 min 42 s) | Gardiens | Kevin Desfossés Antoine Tardif (à 30 min 42 s)                                              | | Arbitrage : Jim Chandik Luc Durand René Labrecque JL Stéphane Chagnon JL |
| 2 min                                     | Pénalités | 2 min                                                                                       | | Arbitrage : Jim Chandik Luc Durand René Labrecque JL Stéphane Chagnon JL |
| 50                                        | Tirs | 47                                                                                          | | Arbitrage : Jim Chandik Luc Durand René Labrecque JL Stéphane Chagnon JL |

## Séries éliminatoires
Les Marquis de Jonquière, champions de la saison régulière obtiennent un laissez-passer pour la première ronde des séries. Les six autres équipes s’affrontent en quarts de finale au meilleur des 5 matchs. Le deuxième tour et la finale se jouent au meilleur de sept rencontres.
Les Marquis de Jonquière remportent la Coupe Canam en six matchs face au HC Carvena de Sorel-Tracy. Le défenseur Bruno St-Jacques remporte le Trophée des médias remis au meilleur joueur des séries.

### Tableau récapitulatif
|  | Quarts de finale     | Quarts de finale                | Quarts de finale                | Quarts de finale                |                        |                        | Demi-finales | Demi-finales | Demi-finales | Demi-finales |  |  | Finale | Finale | Finale | Finale |
|  |                      |                                 |                                 |                                 |                        |                        |              |              |              |              |  |  |        |        |        |        |
|  |                      |                                 |                                 |                                 |                        |                        |              |              |              |              |  |  |        |        |        |        |
|  |                      |                                 |                                 |                                 |                        |                        |              |              |              |              |  |  |        |        |        |        |
|  | 1                    | Marquis de Jonquière            |                                 |                                 |                        |                        |              |              |              |              |  |  |        |        |        |        |
|  | 1                    | Marquis de Jonquière            |                                 |                                 |                        |                        |              |              |              |              |  |  |        |        |        |        |
|  |                      |                                 |                                 |                                 |                        |                        |              |              |              |              |  |  |        |        |        |        |
|  | Marquis de Jonquière | Marquis de Jonquière            | 4                               | 4                               |                        |                        |              |              |              |              |  |  |        |        |        |        |
|  | Marquis de Jonquière | Marquis de Jonquière            | 4                               | 4                               |                        |                        |              |              |              |              |  |  |        |        |        |        |
|  |                      |                                 | Caron et Guay de Trois-Rivières | Caron et Guay de Trois-Rivières | 1                      | 1                      |              |              |              |              |  |  |        |        |        |        |
|  | 2                    | Isothermic de Thetford Mines    | Caron et Guay de Trois-Rivières | Caron et Guay de Trois-Rivières | 1                      | 1                      | 2            | 2            |              |              |  |  |        |        |        |        |
|  | 2                    | Isothermic de Thetford Mines    |                                 |                                 |                        |                        |              | 2            |              |              |  |  |        |        |        |        |
|  | 7                    | Caron et Guay de Trois-Rivières | 3                               | 3                               |                        |                        |              |              |              |              |  |  |        |        |        |        |
|  | 7                    | Caron et Guay de Trois-Rivières | 3                               | 3                               | Marquis de Jonquière   | Marquis de Jonquière   | 4            | 4            |              |              |  |  |        |        |        |        |
|  |                      |                                 |                                 |                                 | Marquis de Jonquière   | Marquis de Jonquière   | 4            | 4            |              |              |  |  |        |        |        |        |
|  |                      |                                 | HC Carvena de Sorel-Tracy       | HC Carvena de Sorel-Tracy       | 2                      | 2                      |              |              |              |              |  |  |        |        |        |        |
|  | 3                    | Riverkings de Cornwall          | HC Carvena de Sorel-Tracy       | HC Carvena de Sorel-Tracy       | 2                      | 2                      | 3            | 3            |              |              |  |  |        |        |        |        |
|  | 3                    | Riverkings de Cornwall          |                                 |                                 |                        |                        |              |              |              |              |  |  |        |        |        |        |
|  | 6                    | Cool FM 103,5 de Saint-Georges  | 1                               | 1                               |                        |                        |              |              |              |              |  |  |        |        |        |        |
|  | 6                    | Cool FM 103,5 de Saint-Georges  | 1                               | 1                               | Riverkings de Cornwall | Riverkings de Cornwall | 1            | 1            |              |              |  |  |        |        |        |        |
|  |                      |                                 |                                 |                                 | Riverkings de Cornwall | Riverkings de Cornwall | 1            | 1            |              |              |  |  |        |        |        |        |
|  |                      |                                 | HC Carvena de Sorel-Tracy       | HC Carvena de Sorel-Tracy       | 4                      | 4                      |              |              |              |              |  |  |        |        |        |        |
|  | 4                    | 3L de Rivière-du-Loup           | HC Carvena de Sorel-Tracy       | HC Carvena de Sorel-Tracy       | 4                      | 4                      | 1            | 1            |              |              |  |  |        |        |        |        |
|  | 4                    | 3L de Rivière-du-Loup           |                                 |                                 |                        |                        |              | 1            |              |              |  |  |        |        |        |        |
|  | 5                    | HC Carvena de Sorel-Tracy       | 3                               | 3                               |                        |                        |              |              |              |              |  |  |        |        |        |        |
|  | 5                    | HC Carvena de Sorel-Tracy       | 3                               | 3                               |                        |                        |              |              |              |              |  |  |        |        |        |        |
|  |                      |                                 |                                 |                                 |                        |                        |              |              |              |              |  |  |        |        |        |        |

### Classements des pointeurs des séries
| Joueur              | Équipe        | PJ | B  | A  | Pts | +/- | Pun |
| ------------------- | ------------- | -- | -- | -- | --- | --- | --- |
| Éric Doucet         | HC Carvena    | 14 | 10 | 15 | 25  | +4  | 4   |
| Grégory Dupré       | HC Carvena    | 14 | 6  | 13 | 19  | +3  | 6   |
| Bruno St-Jacques    | Marquis       | 11 | 8  | 10 | 18  | +7  | 12  |
| Dominic Chiasson    | HC Carvena    | 14 | 9  | 9  | 18  | +5  | 6   |
| Simon Laliberté     | Marquis       | 11 | 6  | 11 | 17  | +6  | 10  |
| Francis Charette    | Marquis       | 11 | 3  | 14 | 17  | +4  | 12  |
| Christian Deschênes | HC Carvena    | 14 | 5  | 11 | 16  | +8  | 63  |
| Dominic Leveillé    | Marquis       | 11 | 6  | 9  | 15  | +4  | 6   |
| Marc-André Huot     | Caron et Guay | 10 | 5  | 8  | 13  | +5  | 6   |
| Yann Joseph         | Caron et Guay | 10 | 4  | 9  | 13  | +2  | 12  |

## Récompenses

### Trophées et honneurs
Cette section présente l'ensemble des trophées remis aux joueurs et personnalités de la ligue pour la saison.
| Trophée                                                           | Joueur                                                |
| ----------------------------------------------------------------- | ----------------------------------------------------- |
| Trophée Claude Larose Joueur le plus utile à son équipe           | Grégory Dupré (HC Carvena)                            |
| Trophée Éric Messier Meilleur défenseur                           | Sasha Pokulok (Riverkings)                            |
| Trophée Guy Lafleur Meilleur marqueur                             | Kévin Cloutier (Cool FM 103,5)                        |
| Trophée Maurice Richard Meilleur buteur                           | Grégory Dupré (HC Carvena)                            |
| Trophée Serge Léveillée (entraîneur) Meilleurs entraîneurs        | Francis Breault (HC Carvena) Bobby Baril (Isothermic) |
| Trophée Jonathan Delisle Joueur démontrant le meilleur Leadership | Grégory Dupré (HC Carvena)                            |
| Trophée des médias Joueur le plus utile des séries éliminatoires  | Bruno St-Jacques (Marquis)                            |
| Trophée du meilleur gardien de but                                | Loïc Lacasse (Riverkings)                             |
| Trophée du joueur le plus gentilhomme                             | Michel Ouellet (Isothermic)                           |
| Trophée de la recrue offensive                                    | Alex Bourret (Riverkings)                             |
| Trophée de la recrue défensive                                    | Sasha Pokulok (Riverkings)                            |

| Trophée                                                                   | Équipe               |
| ------------------------------------------------------------------------- | -------------------- |
| Coupe du Commissaire Équipe de la saison régulière avec le plus de points | Marquis de Jonquière |
| Coupe Canam Vainqueur des séries                                          | Marquis de Jonquière |

### Équipe d'étoiles
- Gardien : Loïc Lacasse (Cornwall)
- Défenseurs : Sasha Pokulok (Cornwall) et Bruno St-Jacques (Jonquière)
- Centre : Grégory Dupré (Sorel-Tracy)
- Ailiers : Michel Ouellet (Thetford-Mines) et Francis Charette (Jonquière)